# Gravissimum supremi (enciclica)
Gravissimum supremi  è una enciclica di papa Benedetto XIV, datata 8 settembre 1745, nella quale il Pontefice invita ad effettuare con frequenza le Missioni popolari nel Regno di Napoli, e ne affida la guida al cardinale Spinelli, Arcivescovo di Napoli.

## Fonte
- Tutte le encicliche e i principali documenti pontifici emanati dal 1740. 250 anni di storia visti dalla Santa Sede, a cura di Ugo Bellocci. Vol. I: Benedetto XIV (1740-1758), Libreria Editrice Vaticana, Città del Vaticano 1993